# Sheffield (Ohio)
Sheffield – wieś w Stanach Zjednoczonych, w stanie Ohio, w hrabstwie Lorain.